# 开场小号
开场小号，是一种由小号或其他铜管乐器演奏（有時或以敲擊樂伴奏）的音乐段子，用以揭示重大慶典、仪式或表現的開始，或是宣告重要人物的出场。延伸的涵义也指戏剧开场或者电影片头的音乐短句。
中国古代的时候，重要人物的出场是敲锣，故有“鸣锣开道”的成语。